# Sierpień 2024

## 28 sierpnia
- W Paryżu rozpoczęły się Letnie Igrzyska Paralimpijskie 2024[1].

## 26 sierpnia
- Rozpoczął się turniej tenisowy US Open 2024[2].

## 25 sierpnia
- W trakcie nocnego pożaru kamienicy w centrum Poznania doszło do eksplozji, w wyniku której zginęło dwóch strażaków, a kilkunastu i trzy osoby postronne zostało rannych[3].

## 24 sierpnia
- Organizacja Dżama’at Nasr al-Islam wa-al-Muslimin dokonała ataku w prowincji Barsalogho, na północy Burkina Faso. Zginęły setki ludzi[4].

## 18 sierpnia
- Liderka partii Phuea Thai Paetongtarn Shinawatra została zaprzysiężona i objęła urząd premiera Tajlandii[5].
- Wyciek ropy z rafinerii El Palito w Puerto Cabello w Wenezueli doprowadził do skażenia ponad 225 km² zatoki Paria, a także większej części Parku Narodowego Morrocoy[6].
- Katarzyna Niewiadoma zwyciężyła w klasyfikacji generalnej 3. edycji wyścigu kolarskiego Tour de France Femmes[7].
- Jonas Vingegaard zwyciężył w klasyfikacji generalnej 81. Tour de Pologne[8].

## 16 sierpnia
- Co najmniej 54 osoby zginęły w Czadzie w wyniku trwających od kilku dni powodzi[9].
- Paetongtarn Shinawatra została nominowana na premiera Tajlandii[10].

## 15 sierpnia
- Po 33 latach zakończono wydawanie amerykańskiego magazynu o grach komputerowych pt. Game Informer. Strona internetowa magazynu również została zamknięta[11].

## 13 sierpnia
- Co najmniej 68 osób zginęło w wyniku najgorszych powodzi w Sudanie od 2019 roku, co wpłynęło na funkcjonowanie wielu obozów dla przesiedleńców wewnętrznych w związku z trwającą wojną domową w Sudanie[12].

## 12 sierpnia
- Nowa analiza danych z sondy NASA „InSight” potwierdziła obecność wody w stanie ciekłym na głębokości 10–20 km pod powierzchnią Marsa[13].
- Licząca 190 milionów lat formacja geologiczna Double Arch w Glen Canyon National Recreation Area w stanie Utah w Stanach Zjednoczonych uległa zapadnięciu, prawdopodobnie na skutek zmiany poziomu wody i erozji[14].
- Rozpoczął się wyścig Tour de Pologne 2024[15].

## 9 sierpnia
- Samolot ATR 72 brazylijskiej linii regionalnej Voepass Linhas Aéreas rozbił się w Vinhedo, w brazylijskim stanie São Paulo. Zginęły wszystkie 62 osoby znajdujące się na pokładzie, w tym 58 pasażerów i czterech członków załogi[16].

## 8 sierpnia
- Noblista Muhammad Yunus objął tymczasowo urząd premiera Bangladeszu po podaniu się do dymisji i opuszczeniu kraju przez Sheikh Hasinę w wyniku antyrządowych protestów[17][18].

## 7 sierpnia
- 30 osób zginęło, pięć uznano za zaginione, a setki zostały przesiedlone po kilkudniowych powodziach w Al-Hudajdzie i Hadżdży w Jemenie[19].
- Rząd Brazylii poinformował, że wylesianie w lesie deszczowym Amazonii było najniższe od 2016 roku[20].

## 6 sierpnia
- Według doniesień co najmniej 123 osoby, w tym wiele osób starszych, zmarły z powodu udaru cieplnego w regionie Wielkiego Tokio w Japonii w lipcu 2024 roku podczas trwającej w kraju fali upałów[21].

## 5 sierpnia
- Co najmniej 13 osób zginęło w wyniku osuwiska wywołanego opadami deszczu w strefie Wolaita w południowej Etiopii[22].
- W wyniku antyrządowych protestów urzędująca od 2009 roku premier Bangladeszu Sheikh Hasina zrezygnowała z urzędu i uciekła z kraju[23][24].
- Japoński indeks giełdowy Nikkei 225 spadł o ponad 12%, odnotowując najgorszy dwudniowy spadek w historii i największy dzienny spadek procentowy od czarnego poniedziałku w październiku 1987 roku[25][26].

## 4 sierpnia
- Inwazja Rosji na Ukrainę: Rosja przejęła kontrolę nad wsią Nowoseliwka Persza w obwodzie donieckim[27].

## 2 sierpnia
- Wojna w Somalii: W wyniku masowej strzelaniny i samobójczego zamachu bombowego przeprowadzonego przez bojowników Asz-Szabab w pobliżu hotelu Beach View na plaży Lido w Mogadiszu w Somalii zginęło 37 osób, a 212 zostało rannych[28][29].
- Co najmniej 11 osób zginęło w pożarze budynku mieszkalno-handlowego w Manili na Filipinach[30].

## 1 sierpnia
- Korea Południowa podała, że w wyniku powodzi w Korei Północnej, wywołanej przez pozostałości tajfunu Gaemi, mogło zginąć nawet 1500 osób[31].
- Liczba ofiar śmiertelnych osuwisk spowodowanych ulewnymi deszczami w indyjskim stanie Kerala wzrosła do 194 osób, a co najmniej 187 kolejnych nadal uznawano się za zaginione[32].
- Co najmniej 12 osób zginęło w wyniku ulewnych deszczów i powodzi w Delhi i północnych Indiach, a ponad 250 kolejnych uznano za zaginione w Himalajach i ich okolicach. W niektórych regionach opady deszczu sięgały 183 mm[33].
- Rosja i Stany Zjednoczone przeprowadziły dużą wymianę więźniów, w której pośredniczyła Turcja, w wyniku czego 10 więźniów zostało przeniesionych do Rosji, 13 do Niemiec, a trzech do USA. Wśród uwolnionych Amerykanów byli dziennikarz Evan Gershkovich i były żołnierz piechoty morskiej Paul Whelan[34][35].
- Polskojęzyczna Wikipedia z liczbą 1 624 176 haseł wyprzedziła egipskoarabską Wikipedię, stając się ponownie dziesiątą Wikipedią z największą liczbą haseł ze wszystkich wersji językowych[36].